# Palais de la Colline

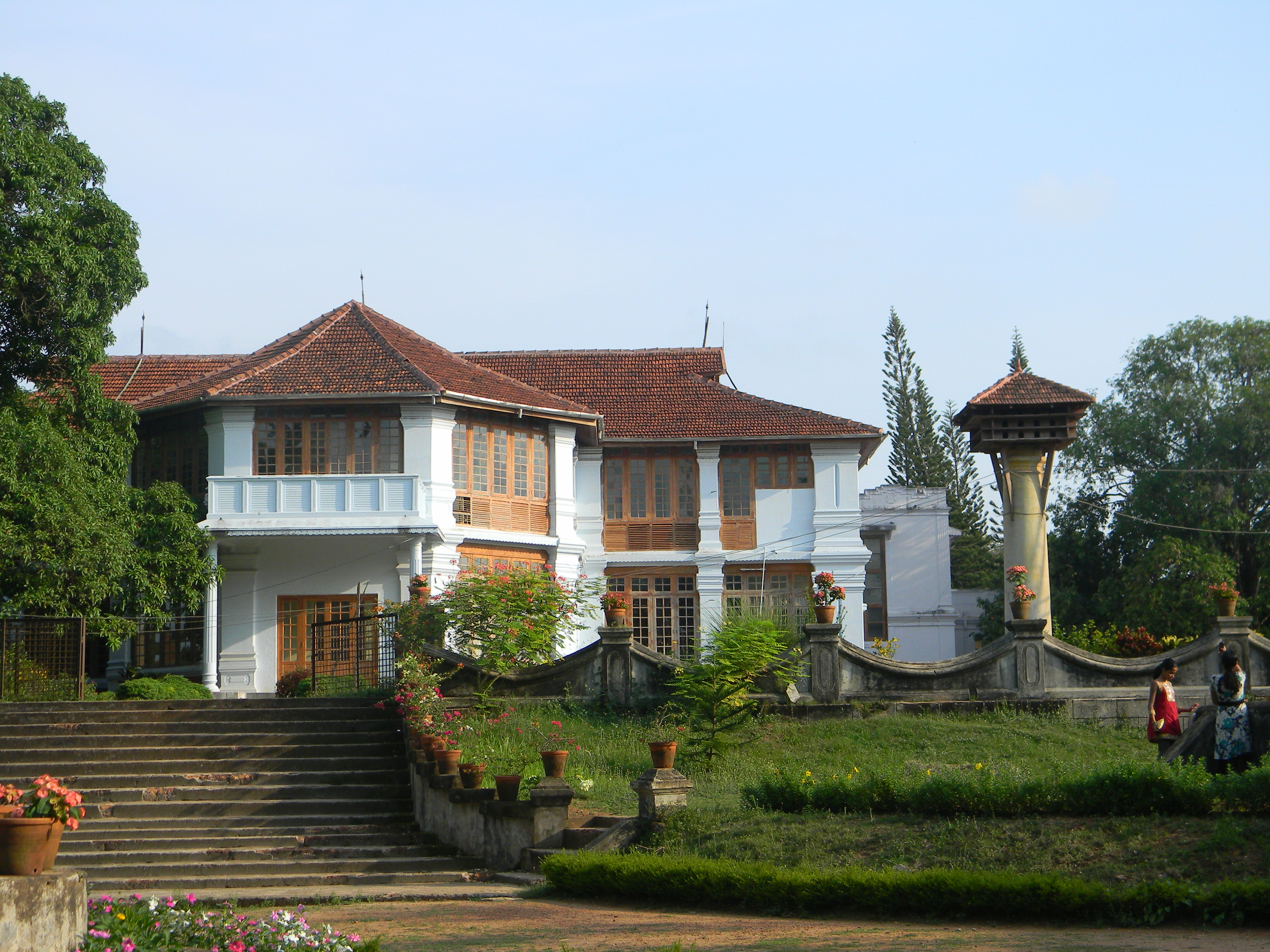
Palais vu du nord.

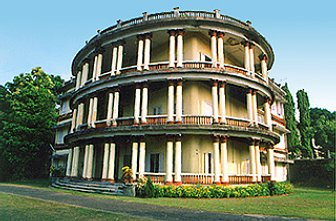
Bâtiment sud.

Le palais de la Colline  (malayalam : ഹിൽ പാലസ് ou Hil pālas, anglais : Hill Palace) est un ancien palais de la royauté de Cochin, qui abrite aujourd'hui le plus important musée d'archéologie du Kerala. Il est situé à Tripunithura.

## Historique
Le palais, construit en 1865, était le centre administratif des rajas de Cochin. Il constitue un ensemble de 49 bâtiments qui ont été cédés au gouvernement local en 1980. Il a d'abord accueilli un département de recherche en archéologie et a été ouvert au public en 1986. 
Actuellement il abrite un centre pour l'étude du patrimoine (Centre for Heritage Studies, CHS) dépendant du ministère des affaires culturelles, mais aussi l'un des centres de conservation des manuscrits de la National Mission for Manuscripts.

## Intérêt
Ce musée abrite quatorze collections de peintures, de sculptures, de bijoux, d'armes, d'inscriptions. Le musée dispose d'un parc pour enfants, d'un parc animalier, d'un département archéologique et d'un musée d'histoire.
L’architecture classique du site en fait un lieu recherché par les réalisateurs pour y tourner des films. Le plus connu qui y fut tourné est Manichitrathazhu.